# Холмські унійні єпископи
Холмський єпископ УГКЦ — очільник Холмської єпархії.

## Персоналії
- Діонісій Збируйський
- Арсеній Андріївський
- Атанасій Пакоста
- Теодосій Мелешко
- Йосиф Велямин Рутський
- Методій Терлецький
- Атанасій Фурс (єпископ-номінат)
- Яків Суша
- Олександр Лодзята
- Іван Малаховський
- Гедеон Оранський
- Йосиф Левицький
- Пилип Володкович
- Максиміліян Рило
- Теодосій Ростоцький
- Порфирій Важинський
- Антін Ангелович
- Фердинанд Ціхановський
- Вінкентій Седлецький (помічник)
- Пилип Шумборський
- Іван Терашкевич
- Іван Калинський
- Михайло Куземський